# Out in the Cold
Out in the Cold är Oliver Hartmanns första soloalbum, utgivet i början av 2005.

## Låtlista
1. "Alive Again" - 4:13
2. "Out in the Cold" - 3:52
3. "Brazen" - 4:45
4. "The Same Again" - 3:52
5. "I Will Carry On" - 4:56
6. "What If I" - 3:53
7. "How Long" - 4:23
8. "The Journey" - 4:10
9. "Who Do You Think That You Are" - 3:54
10. "Listen to Your Heart" - 3:48
11. "Can You Tell Me Where Love Has Gone" - 4:32
12. "Into the Light" - 6:13